# Мова програмування першого покоління
Мова програмування першого покоління (англ. First-generation programming language, 1GL) — є мовою програмування машинного рівня і належить до мов програмування низького рівня.
Мова (програмування) першого покоління (1GL) — це група мов програмування, які є мовами машинного рівня, які використовуються для програмування комп’ютерів першого покоління. Спочатку для компіляції чи ассемблування мови першого покоління не використовувався перекладач. Інструкції з програмування першого покоління вводилися через перемикачі на передній панелі комп’ютерної системи.
Інструкції в 1GL складаються з двійкових чисел, представлених 1 і 0. Це робить мову придатною для розуміння машиною, але набагато складнішою для інтерпретації та вивчення людиною-програмістом.
Основна перевага програмування в 1GL полягає в тому, що код може працювати дуже швидко та дуже ефективно, саме тому, що інструкції виконуються безпосередньо центральним процесором (CPU). Одним із головних недоліків програмування мовою низького рівня є те, що коли виникає помилка, код не так легко виправити.
Мови першого покоління дуже адаптовані до конкретного комп’ютера та центрального процесора, тому переносимість коду значно знижена порівняно з мовами вищого рівня.
Сучасні програмісти все ще іноді використовують код машинного рівня, особливо під час програмування функцій нижчого рівня системи, таких як драйвери, інтерфейси з мікропрограмою та апаратними пристроями. Сучасні інструменти, такі як компілятори рідного коду, використовуються для створення машинного рівня з мови вищого рівня.